# NGC 1217
NGC 1217 è una vasta galassia a spirale situata nella costellazione della Fornace, a una distanza di circa 297 milioni di anni luce dalla nostra Via Lattea.

## Scoperta
La galassia è stata scoperta il 23 ottobre 1835 dall'astronomo britannico John Herschel.

## Descrizione
NGC 1217 ha una classe di luminosità I. Il database SIMBAD la classifica come galassia LINER, cioè una galassia il cui nucleo presenta uno spettro di emissione caratterizzato da larghe righe di atomi debolmente ionizzati.
Nelle immagini, NGC 1217 appare molto vicina a PGC 11642 con la quale potrebbe trovarsi in interazione gravitazionale.
La distanza di PGC 11642 dalla nostra Via Lattea è di 307 milioni di anni luce, che è un valore non dissimile da quello di NGC 1217.